# دانشگاه آرهوس
دانشگاه آرهوس (به دانمارکی: Aarhus Universitet) دومین دانشگاه بزرگ دانمارک است که در شهر آرهوس واقع شده است. این دانشگاه در سال ۱۹۲۸تأسیس شد، دومین، قدیمی‌ترین و بزرگ‌ترین دانشگاه شماره یک دانمارک است که تا تاریخ ۱ ژانویه ۲۰۱۳ در مجموع ۴۴۵۰۰ دانشجو در آن ثبت‌نام کرده‌اند. دانشگاه آرهوس در رتبه‌بندی جزو ۱۰۰ دانشگاه معتبر دنیا و در بین بهترین دانشگاه‌های دنیا قرار دارد. این دانشگاه وابسته به گروه کویمبرا و شبکه اوترخت دانشگاه‌های اروپایی و عضو انجمن دانشگاه‌های اروپایی است.

## تاریخچه
دانشگاه آرهوس در تاریخ ۱۱ سپتامبر ۱۹۲۸به عنوان دانشگاه شبه جزیرهٔ (آبخست سان) جوتلند (که بخشی از دانمارک و ایالات آلمانی شلزویک و هولشتین در آن قرار دارند) با بودجه ۳۳۰۰۰کرون تأسیس شد و ثبت نام ۶۴ دانشجو را که در طول ترم اول به ۷۸ نفر افزایش یافت آغاز کرد. این دانشگاه بعد از جنگ جهانی اول برای پاسخگویی به تعداد روزافزون دانشجویان در کپنهاگ تأسیس شد. برای برگزاری کلاس‌های دانشگاه یک کالج فنی اجاره شد. کادر آموزشی دانشگاه شامل یک استاد فلسفه و چهار استاد دانمارکی، انگلیسی، آلمانی و فرانسوی بودند. در کنار دانشگاهیان «انجمن دانشگاه» که شامل نمایندگان کسب‌وکار، سازمان‌ها و موسسات آرهوس بودند را در بر می‌گرفت، شهرداری آرهوس از سال ۱۹۲۱تاکنون درتلاش و جنگ بود تا دانشگاه بعدی دانمارک را در این شهر دائر کند.

## رتبه‌بندی
در رتبه‌بندی دانشگاه‌های جهان QS در سال ۲۰۲۰ دانشگاه آرهوس در رتبه ۱۴۵دنیا و سوم دانمارک قرار گرفته است. همچنین در رتبه‌بندی مؤسسه تایمز در سال ۲۰۲۰ این دانشگاه رتبه ۱۱۵ را در بین دانشگاه‌های جهان از آن خود کرده است.

## دانشکده‌ها
دانشگاه آرهوس دارای ۶ دانشکده می‌باشد که شامل:
- دانشکده هنر
- دانشکده بهداشت و سلامت
- دانشکده علوم فناوری
- دانشکده Aarhus BSS
- دانشکده علوم طبیعی
- دانشکده مدیریت

## نگارخانه

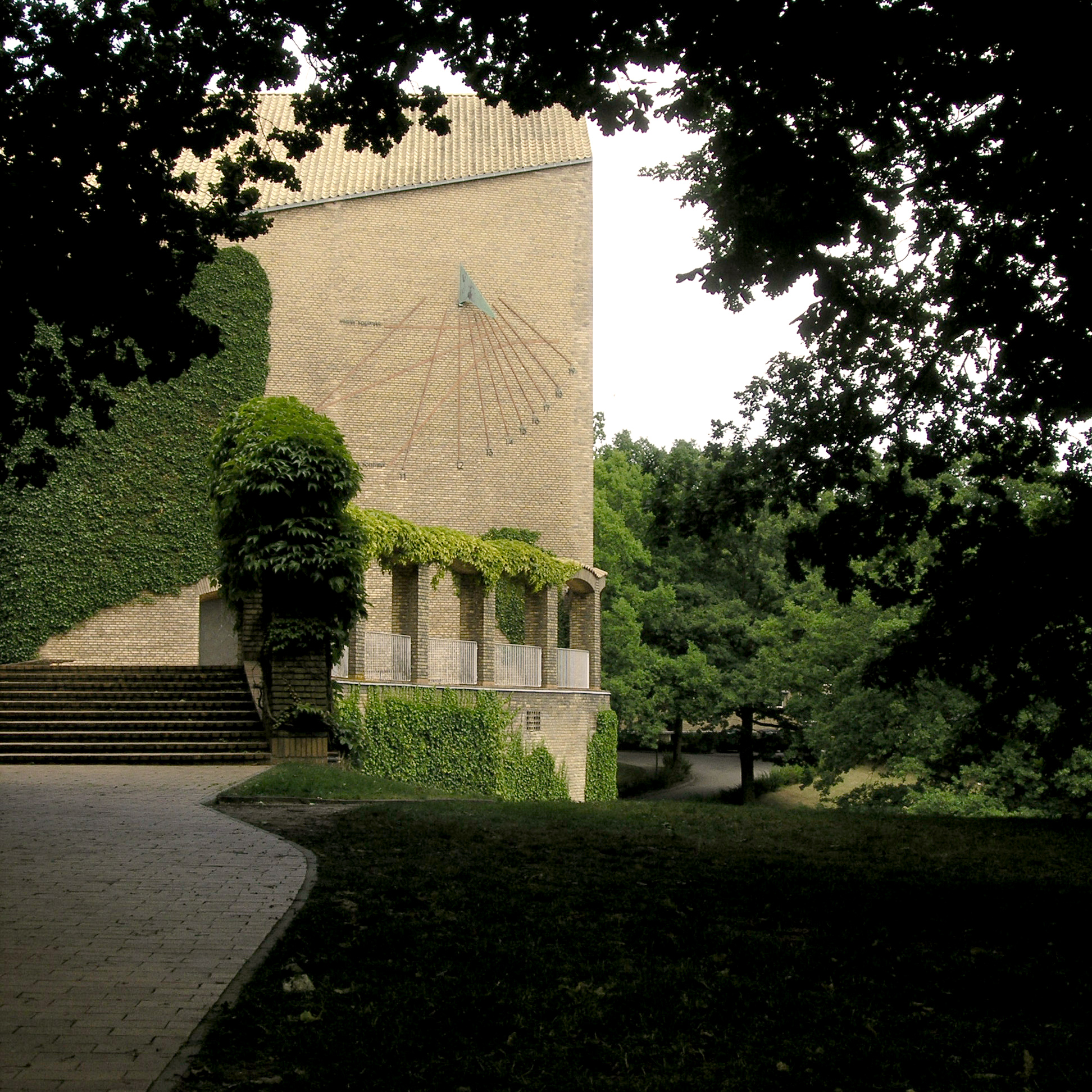
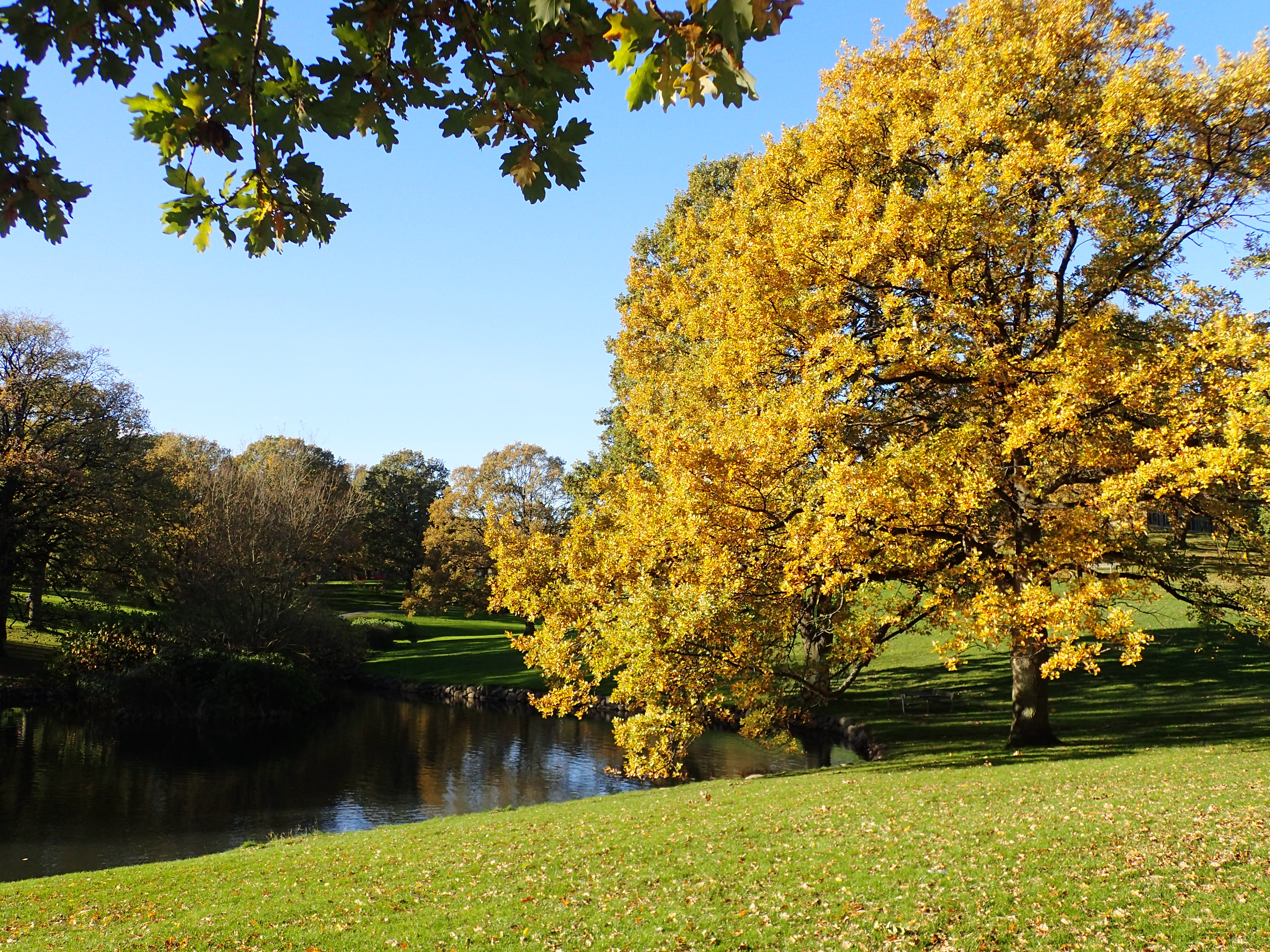
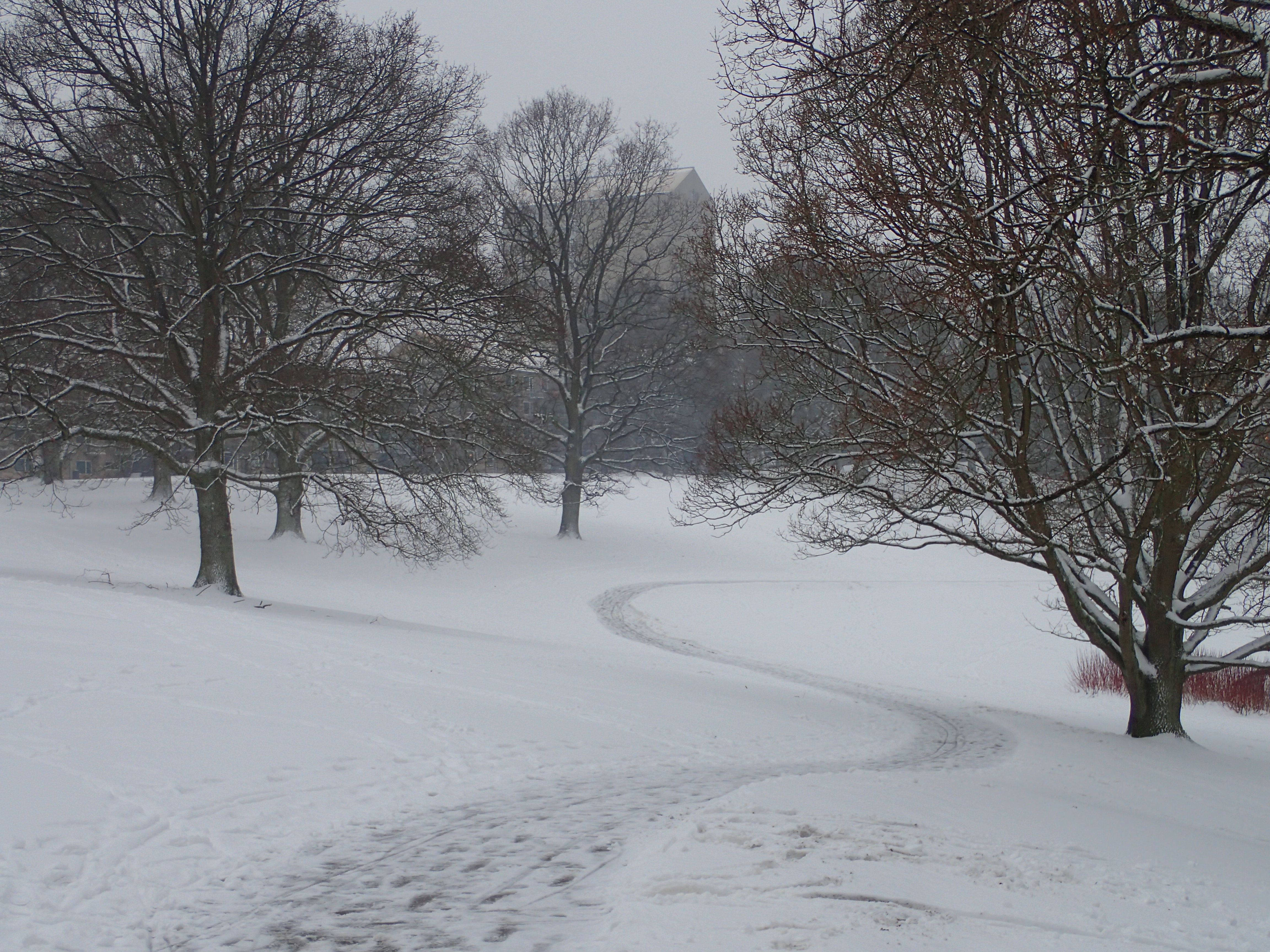
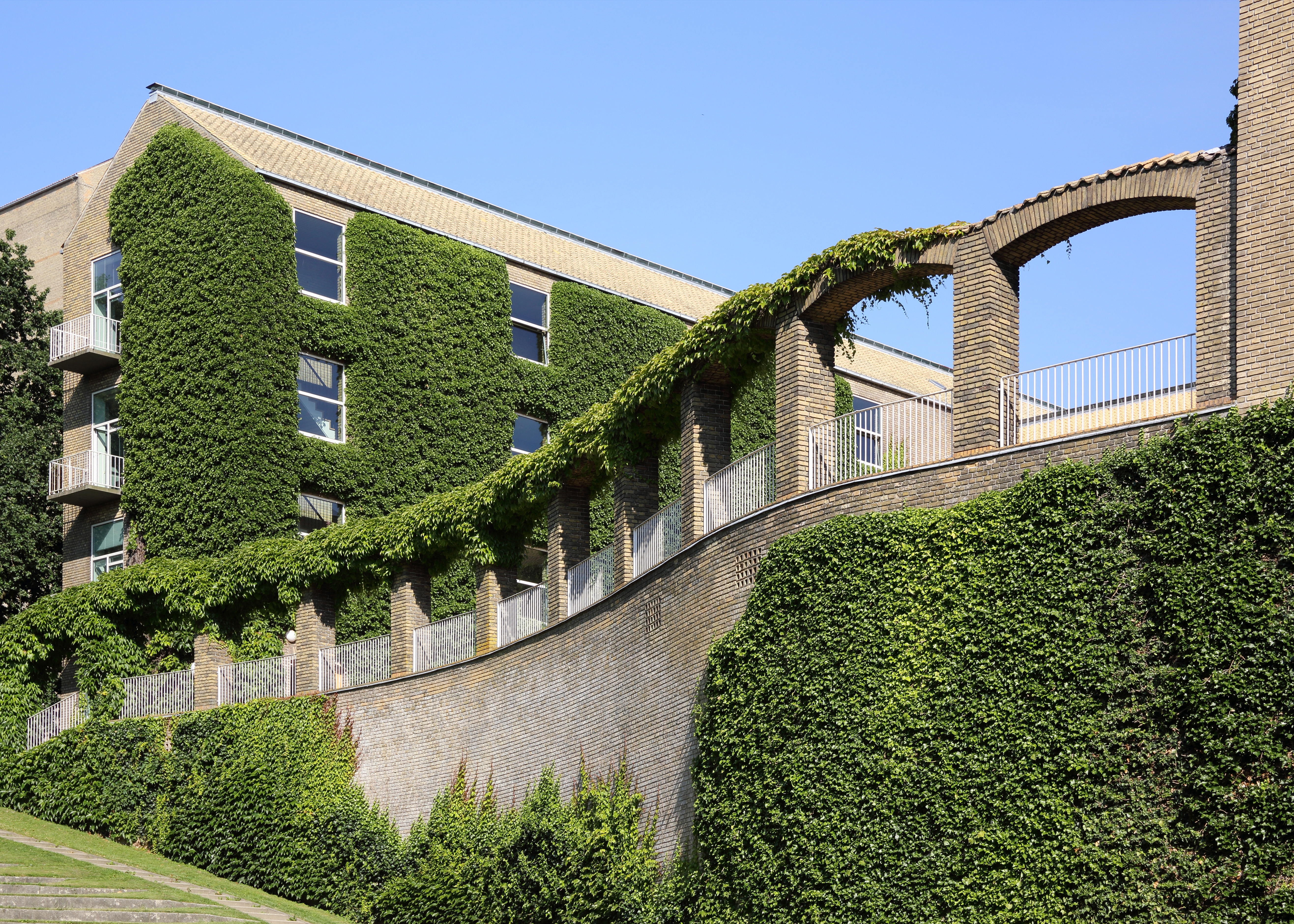
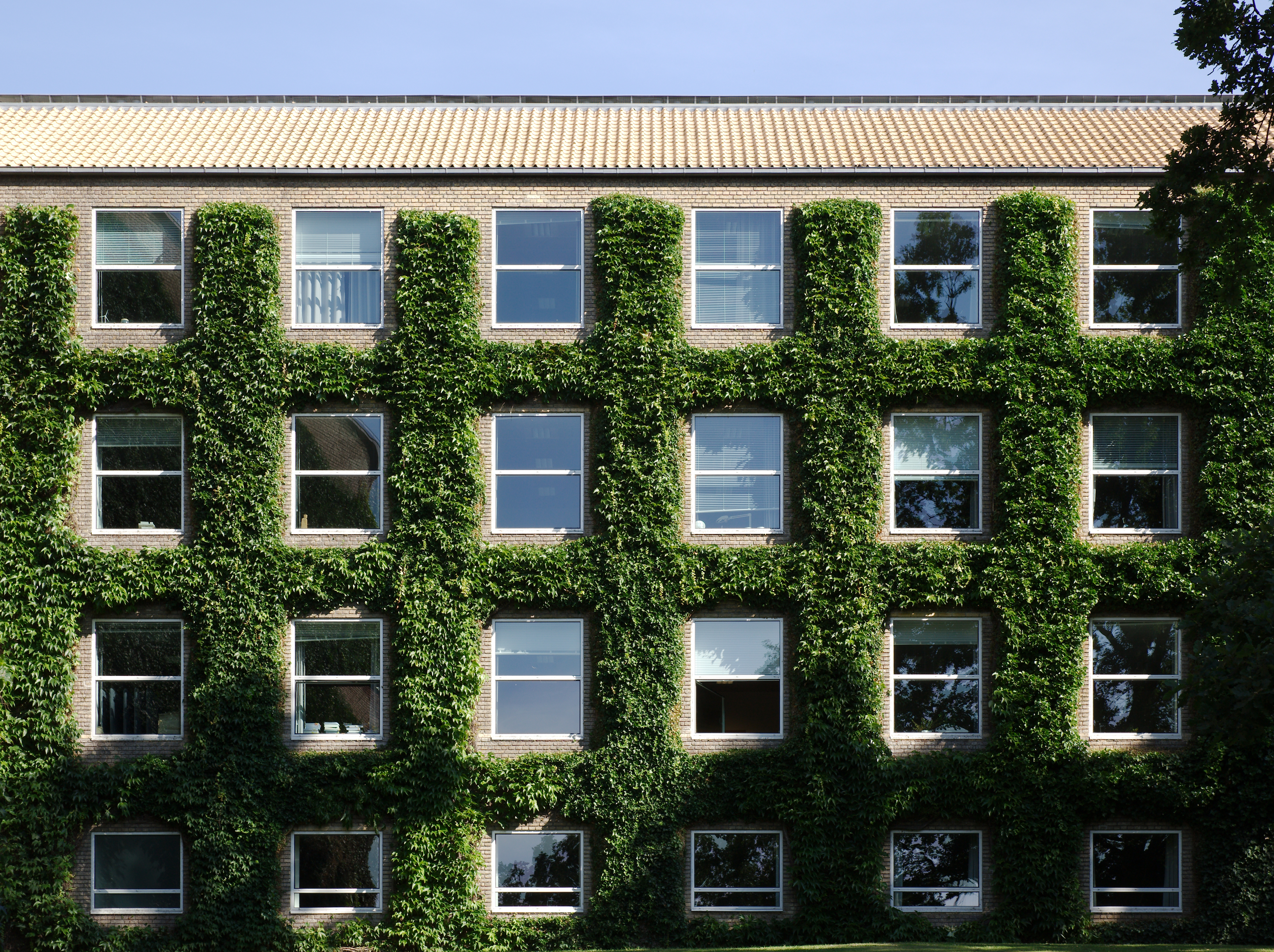
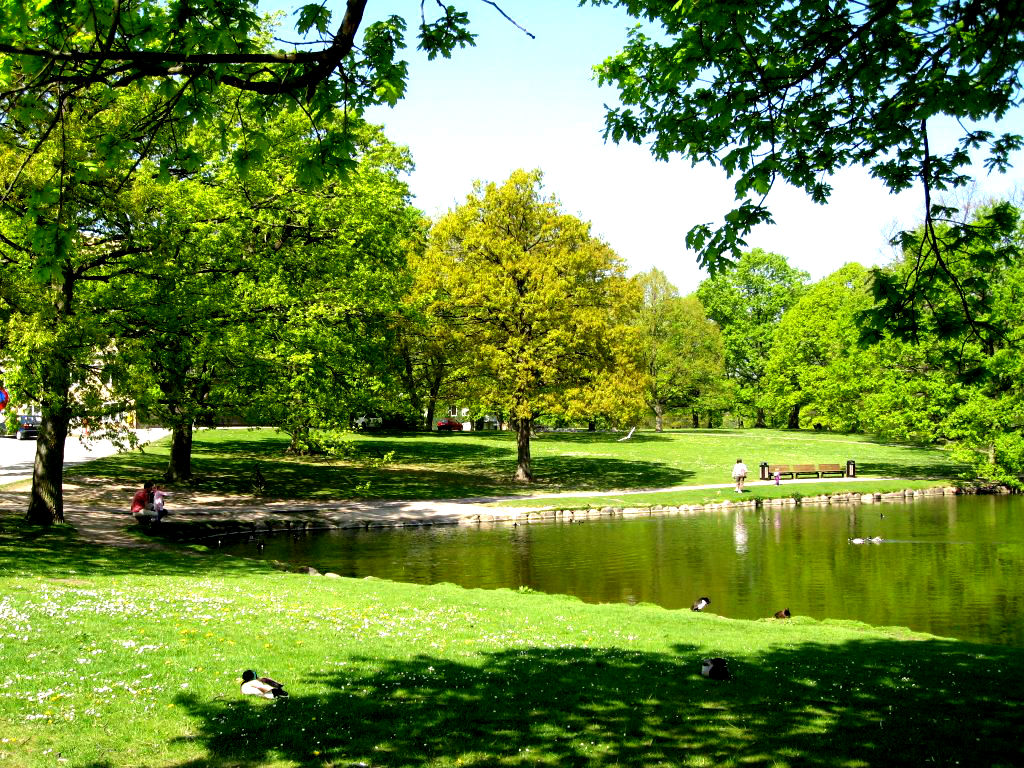
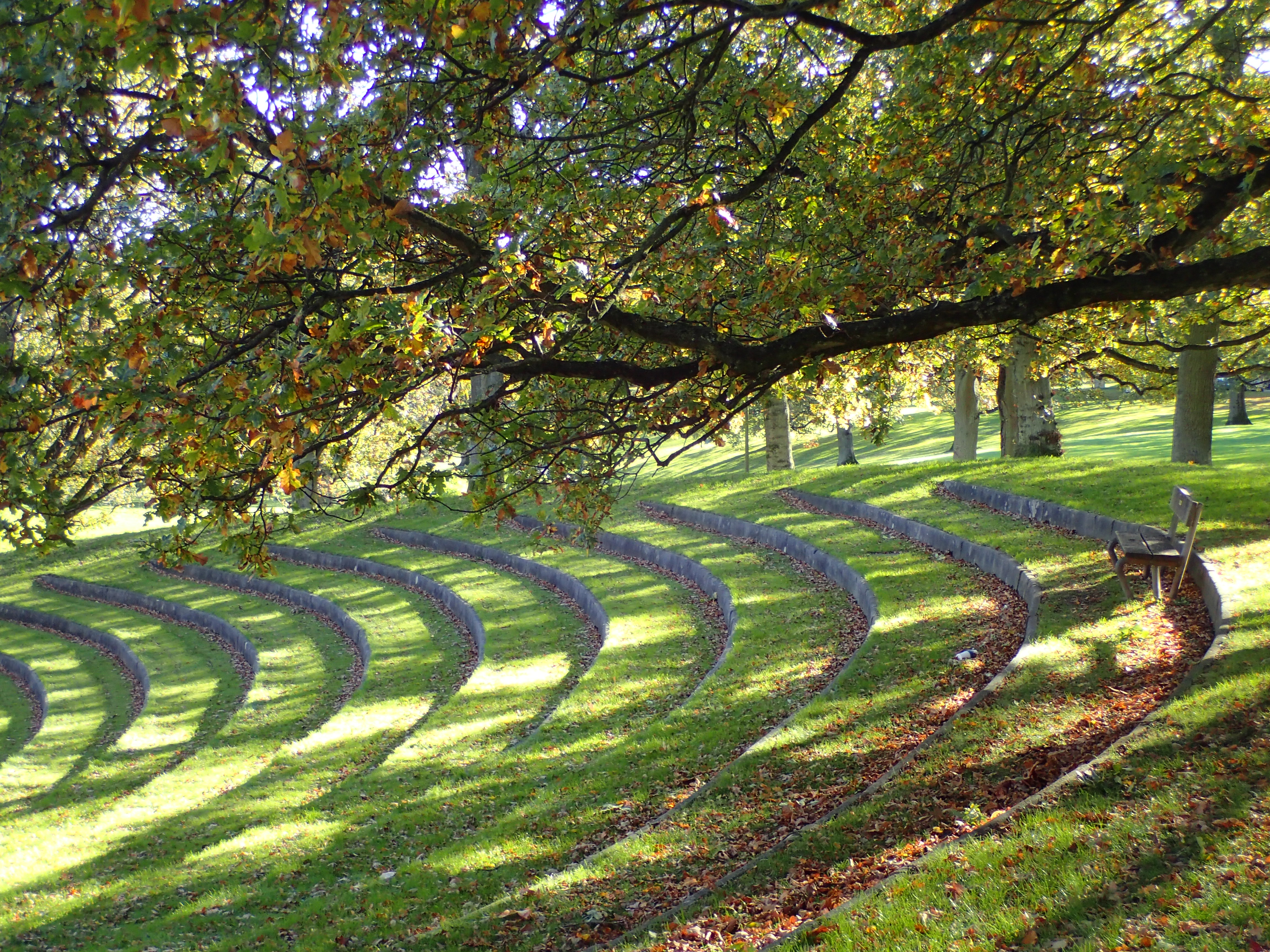
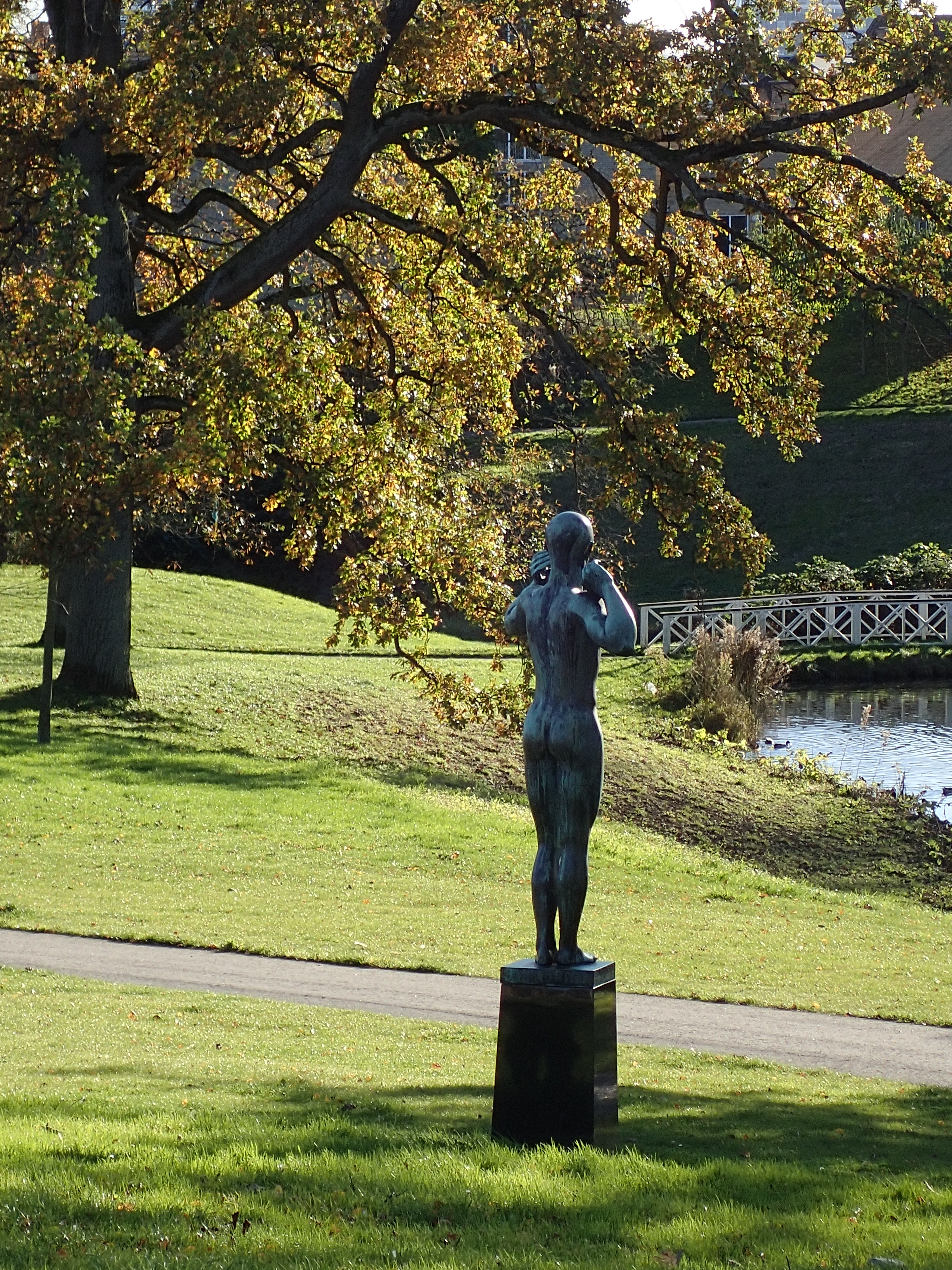
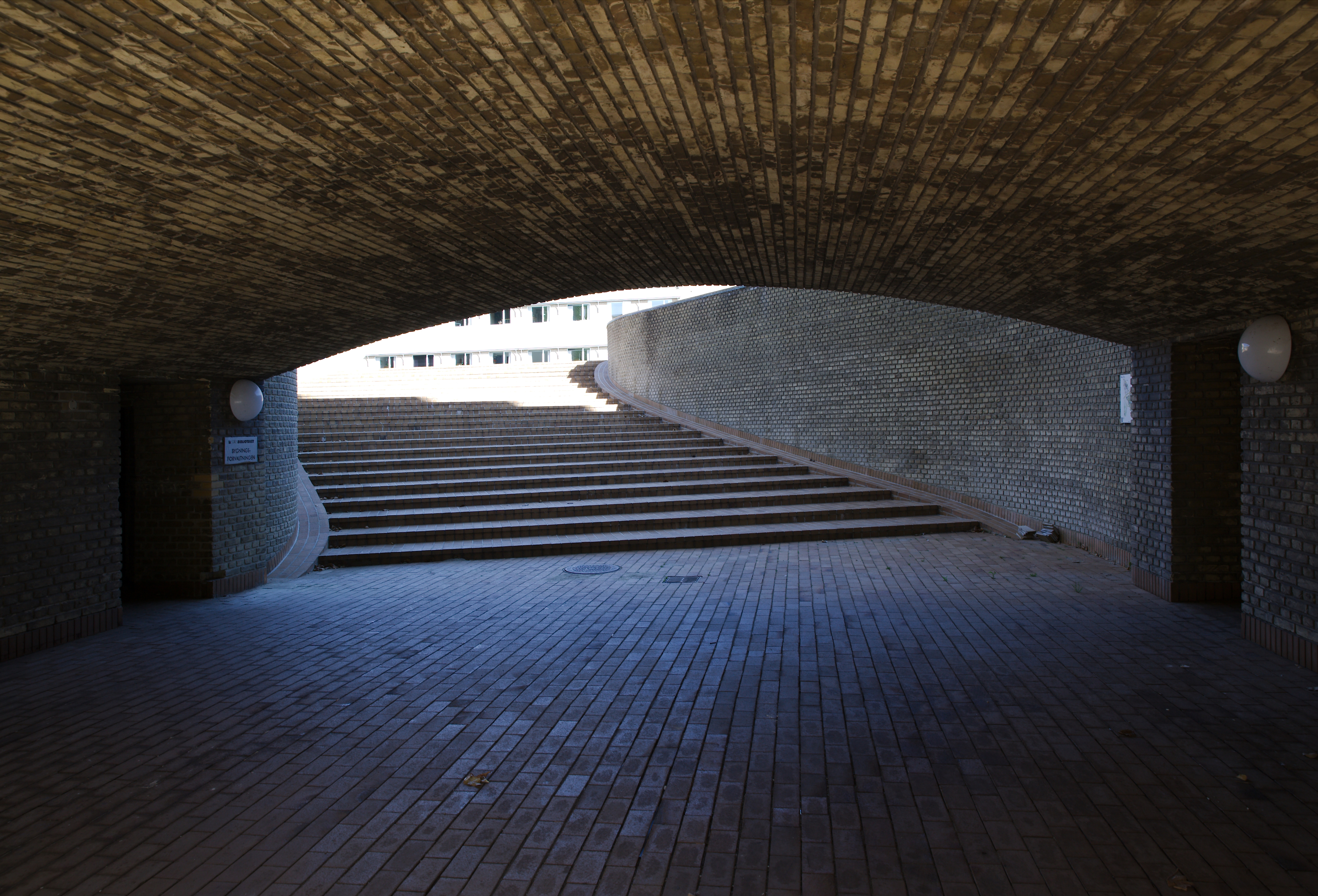
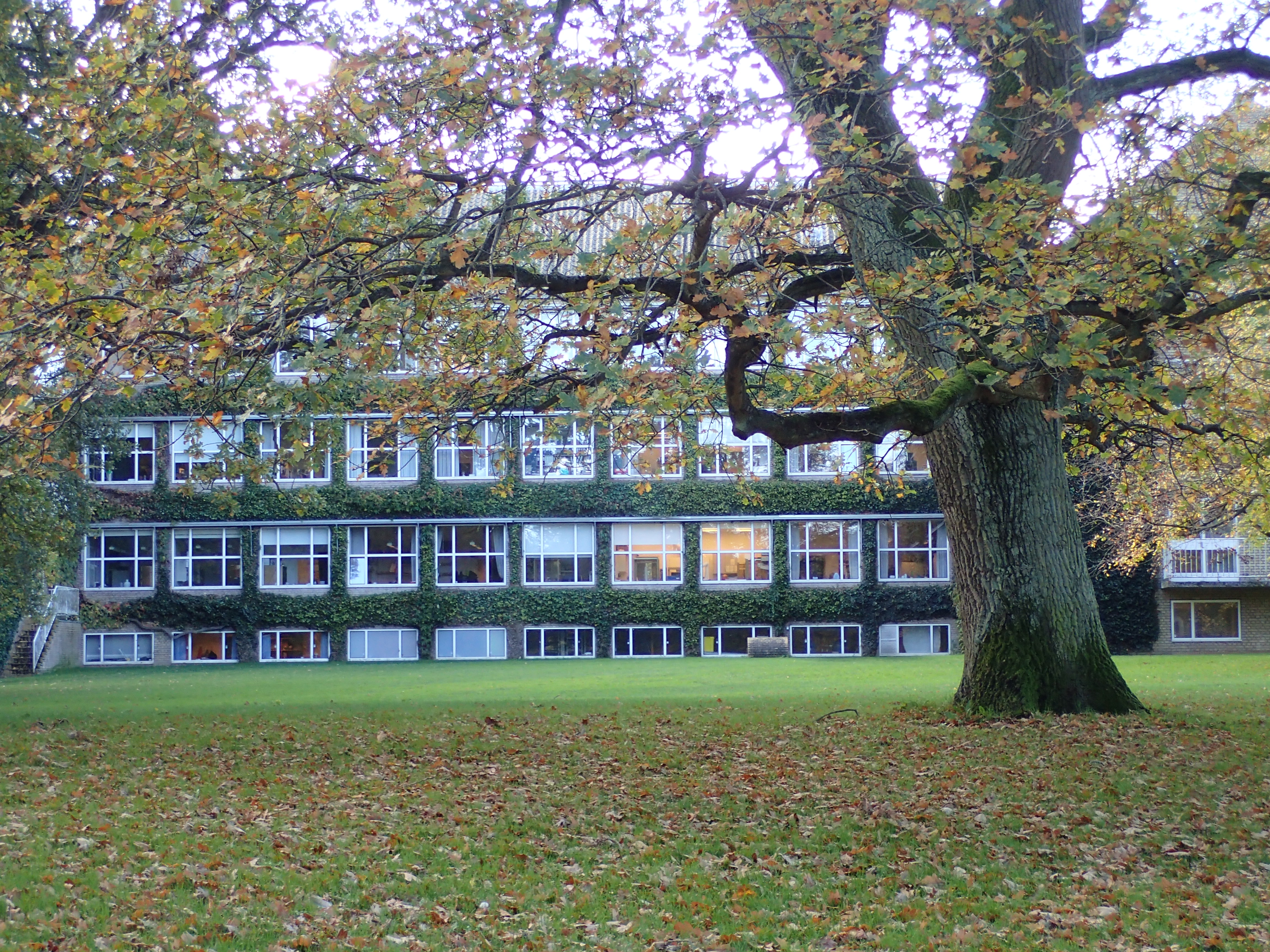